# 2022年3月连云港市2019冠状病毒病聚集性疫情
2022年3月连云港市2019冠状病毒病聚集性疫情是指自2022年3月4日在江苏省连云港市发生的2019冠状病毒病本土聚集性疫情。2022年3月5日，连云港市海州区在发热门诊就诊患者中，发现1人初筛及复核检测结果均呈阳性，之后陆续发现另外6名核酸检测阳性人员。经专家组诊断，7名核酸检测阳性人员中，4人为确诊患者，3人为无症状感染者。截至3月19日，本轮疫情连云港市累计报告新冠肺炎本土确诊病例145例，本土无症状感染者133例。
此轮疫情发生后，连云港市对离市人员加强管控，尤其是高发的海州区，区内人员禁止跨区域流动。除连云港市外，本轮疫情也已外溢至安徽省安庆市。

## 背景
连云港市是江苏省第一大海港城市，其外防输入的压力较大。连云港也为此设立工作专班，联合海关、海事、边检等涉海、涉港、涉疫、涉外部门，通过多方联动构筑起全程防控体系。

## 确诊概况

### 连云港市
2022年3月4日晚，连云港市海州区在发热门诊就诊患者中，发现1人初筛及复核检测结果均呈阳性，之后陆续发现另外6名核酸检测阳性人员。经专家组诊断，7名核酸检测阳性人员中，4人为新冠肺炎确诊患者，3人为无症状感染者。3月6日，海州区新增确诊病例5例，无症状感染者1例。3月7日，海州区新增确诊病例10例，无症状感染者4例。3月8日，海州区新增本土确诊病例9例，本土无症状感染者4例；连云区新增新冠肺炎本土确诊病例1例；灌云县新增新冠肺炎本土确诊病例1例。3月9日，海州区新增本土确诊病例11例，本土无症状感染者2例；开发区新增新冠肺炎本土确诊病例1例；灌云县新增新冠肺炎本土确诊病例1例，本土无症状感染者1例。3月10日，海州区新增本土确诊病例31例，本土无症状感染者5例；开发区新增本土确诊病例1例；东海县新增本土确诊病例2例。3月11日，海州区新增确诊病例18例，无症状感染者8例；东海县新增确诊病例1例，无症状感染者4例；灌云县新增确诊病例1例。3月12日，海州区新增新冠肺炎本土确诊病例23例，本土无症状感染者16例。3月13日，海州区新增本土确诊病例12例，本土无症状感染者16例。3月14日，海州区新增本土确诊病例3例，本土无症状感染者9例。3月15日，海州区新增本土确诊病例5例，本土无症状感染者12例。3月16日，海州区新增本土确诊病例3例，本土无症状感染者14例。3月17日，海州区新增本土确诊病例1例，本土无症状感染者14例。3月18日，海州区新增本土确诊病例1例，本土无症状感染者19例。3月19日，海州区新增本土无症状感染者1例。3月20日，连云港市无新增确诊病例及无症状感染者，这是本轮疫情以来首次无新增。3月21日，新增本土无症状感染者2例
本轮疫情中，首7名核酸检测阳性人员均系同一学校师生，之后通报的感染者活动轨迹也涉及多家培训机构。

### 其他地市
3月7日，安徽省安庆市迎江区接省外1名确诊病例密接者协查函。密接者为江苏连云港人，临时租住在迎江区，8日核酸检测阳性，已送至定点医院医学观察，临床专家诊断为无症状感染者。

## 溯源调查
3月9日，连云港市召开疫情防控新闻发布会。会上通报，此次疫情的冠状病毒为奥密克戎变异株进化分支。经比对分析，与引起省内此前疫情的病毒均不同源。

## 反应

### 江苏省
3月8日，中共江苏省委常委、江苏省常务副省长费高云带领省联防联控指挥部连云港工作组一行指导连云港疫情处置工作，强调要坚决果断、迅速高效扑灭本轮疫情。

#### 连云港市
疫情发生后，3月5日凌晨4时，连云港市新冠肺炎疫情防控工作领导小组召开紧急视频调度会，市委书记、市新冠肺炎疫情防控工作领导小组组长方伟主持会议并讲话。会议强调市突发新冠肺炎疫情应急处置指挥部以及各专项小组要按照预案要求迅速开展工作，明确“坚决保障人民群众生命健康，坚决保障社会大局稳定”。
3月9日，连云港市突发新冠肺炎疫情应急处置指挥部开通疫情防控专线0518-96600，以提升核查电话的识别度、公信力，提高核查电话接通率和工作效率。当该人员识别到为核酸检测阳性人员及相关接触人员，近期有境外、中高风险地区旅居史或经停史人员，与确诊病例有轨迹交叉等人员，应急处置指挥部工作人员会向该人员致电该号码询问近期健康状况，旅居史或经停史以及行程轨迹等情况。

##### 分区防疫
3月6日，连云港市将首批通报感染者住所及工作地8个地方调整为中风险地区。随着疫情的基本受控，海州区有3个地区下调为低风险地区，这是本轮疫情以来连云港市首次有中风险地区下调风险等级。3月30日，海州区明珠皇冠花园1号楼、香豪凯旋广场5号楼、海南小区32号楼、平高府邸4栋由中风险地区调整为低风险地区，调整后连云港市全域均为低风险地区。
截至3月14日，连云港市共有封控区111个，管控区69个，海州区除封控区、管控区外的其他区域划定为防范区。

##### 核酸检测
3月5日，海州区启动区域核酸检测，截至3月10日海州区共进行六轮。自3月8日起，南京、徐州、淮安、盐城和宿迁派出2000余名医务人员支援连云港的核酸检测工作。3月9日启动的第四轮区域核酸检测共采样126.4238万人份。
3月9日，连云港市疫情应急处置指挥部发布通告，3月5日以来在海州地区未参与核酸检测的人员须在72小时内完成两次核酸检测（两次间隔24小时以上），逾期未做核酸检测的健康码将标记为黄码，同时按照《中华人民共和国传染病防治法》等相关规定承担相应法律责任。待完成检测且结果为阴性的，健康码会调整为“绿码”。

##### 日常生活
3月5日，在海州区发现确诊病例后，海州区内重点镇街封闭式场所，文化馆、博物馆、图书馆等室内文化场所，健身房、游泳馆、瑜伽馆、舞蹈房等室内体育健身场所，影剧院、网吧、KTV歌厅、舞厅、游戏游艺厅等娱乐场所，公共浴室、美容院、足浴店、保健按摩店、棋牌室、麻将室等经营性服务场所暂停开放。同时，停止非必要聚集性活动，不开展线下节庆和大型会议、联欢、体育比赛等活动，“红事缓办、白事简办”；零售药店全面暂停退热、止咳、抗病毒和抗生素等“四类药品”销售。通告发布后，部分居民在小区周边便利店、生活超市集中采购生活物资，部分小商超暂时出现蔬菜售罄现象。为此，连云港市商务局与连锁超市进行联系沟通，强调各大超市正常营业且货源充足，不存在紧缺问题。市民可通过线上商城购买生鲜果蔬等生活必需品。
3月6日，连云港市中级人民法院发布通告，自3月7日起诉讼服务中心暂时关闭，当事人需办理立案、信息查询、卷宗查阅等诉讼服务事项的，可通过网络、邮寄、电话方式进行；信访接待窗口暂时关闭；相关诉讼活动转为线上进行。此外，连云港市全市7个社会福利院、2个儿童福利院、115个养老机构以及康复医院实行临时封闭管理。连云港市主城区两大公园苍梧绿园和郁洲公园实施临时限制性入园，两公园分别保留两个出入口。
3月18日起，灌南县、赣榆区、徐圩新区转为常态化疫情防控，有序恢复工农业生产，有序恢复人员流动，机关企事业单位工作人员有序恢复正常办公。
4月1日起，连云港市室外A级旅游景区有序恢复开放，室内A级旅游景区以及开放旅游景区内空间密闭、容易人员集聚的区域（场所）暂不开放。
4月22日起，连云港市文旅场所有序恢复开放。全市美术馆、博物馆、纪念馆、文化馆（站）、图书馆、室内A级景区、上网服务营业场所、歌舞娱乐场所、游戏游艺场所按最大承载量50%限流有序开放；剧院、影院按最大承载量75%限流有序开放。全市棋牌室（麻将馆）继续暂停开放。

##### 学校教育
3月5日晚，连云港市新冠肺炎疫情联防联控指挥部学校防控组发布通告，海州区、连云区、开发区、徐圩新区、云台山景区各级各类学校暂停线下教学，组织线上教学活动；职业学校和技工学校等暂停所有在连实习实训。全市所有校外培训机构暂停一切线下培训活动。学校停课期间，学校实行封闭式管理，无关人员一律不得进入校园，相关管理人员“只进不出”。赣榆区于3月7日暂停各级各类学校暂停线下教学，东海县除高三年级外，中小学、幼儿园、高中（高一、高二）、中专校全面停课，组织线上教学。之后连云港市全域全部暂停线下教学活动。
暂停线下教学活动期间，连云港市教育局通过当地搭建的“云海在线”智慧教育云平台开展线上教学服务，对2022年春季学期课程制作上传课程资源供学生自主观看，同时为学生提供配套电子教材。此外，针对三年级至八年级语文、数学、英语等学科，连云港市教育局在全市范围遴选优秀教师开展线上教学服务。九年级和高中各年级由各自学校根据教学进度和学情组织开展线上教学服务。
3月20日，随着疫情基本控制，灌南县、赣榆区、徐圩新区有序恢复线下教学。在严格落实各项防控措施的基础上，高三首批恢复线下教学，其他年级有序、分批次恢复线下教学。翌日，连云港市召开新闻发布会，会上表示连云港市积极开展复学准备，全市1200多所学校及幼托机构启动校园消毒工作。3月27日，连云港市教育局宣布，3月31日海州区、开发区学校符合条件的高三年级师生员工可以返校恢复线下教学。

##### 交通应对
3月5日，海州区发布通告，要求全区所有人员“非必要不离区”，确需离开海州区的，须提供48小时内核酸检测阴性证明，体温检测和查验健康码、行程卡无异常后方可离区。当晚连云港市防疫指挥部决定，对部分高速公路出入口临时封闭，在其他15个高速公路出入口设置公路查验点；在国省道、重点农村的省界、市界设置公路查验点；在内河水上服务区、重点船闸设置水路查验点；暂停全市范围内客运班线、旅游包车、城市公交、市域列车、出租车、网约车运营；离连人员需提供48小时内核酸检测阴性证明（后时效性改为24小时内），中高风险地区来连车辆驾乘人员应携带48小时内核酸检测阴性证明且健康码、行程码为绿码。从当日起，连云港始发或途经连云港进京高铁列车，旅客只下不上，停开进京普通旅客列车，暂停前往北京的航班；3月6日起，停运进京高铁车次G2580次。
3月8日16时起，连云港市再关闭4个高速公路收费站出入口，另有4个高速公路收费站出入口仅作为应急物资、人员运输专用通道。当地亦于当日起强化交通管控，市域列车暂停运营，对连云港始发或途经连云港的部分高铁列车采取旅客只下不上措施，停开普通旅客列车，3月5日起暂停部分航班7天。海州区禁止人员跨区流动，全市所有交通查验点对海州区外出车辆和人员一律予以劝返，特殊出行车辆和人员须持有临时通行证。
3月18日起，灌南县、赣榆区、徐圩新区辖区内交通卡口有序放开、恢复流通，继续采取严格“外防输入”管控措施。3月20日，连云港市发布通告，封控区、管控区、海州区新东街道外的人员在健康码为绿码且做好个人防护的情况下，可以有序离连。同日中午12时起，连云港恢复开放3个高速公路收费站出入口。
3月28日起，连云港市区部分公交线路恢复运营。3月31日起有序恢复。

##### 处置违法犯罪
3月9日，灌南县公安机关依法查处涉疫案件12起，并公布了一些典型案例。此外，一网民“挖爆地球”在其朋友圈发布一张疫情数据分析图，并配有不当言论“祝连云港能死一半人”，其后警方对其寻衅滋事行为依法作出行政拘留15日处罚。
3月12日，连云港市纪委监委通报三起泄露疫情防控信息典型案例。连云港市刑警支队民警王培聪、连云港市刑警支队民警王培聪、东海县交通运输局副局长孙七周、办公室工作人员张美琪、中国电信股份有限公司东海分公司党建管理员丁星等人因泄露疫情防控信息被问责。
3月15日晚，因疫情防控工作不力，中共海州区委决定免去王帅海州区新东街道党工委书记职务，由海州区纪委监委严肃追责问责。

#### 宿迁市沭阳县
3月9日，沭阳县发布通知，称因周边地区多个确诊病例与培训机构相关，疫情形势严峻复杂，决定全县所有校外培训机构一律暂停线下培训，恢复培训时间及相关要求由主管部门视疫情另行通知。

### 中国内地其他城市
自本轮疫情发生以来，中国内地多个城市发出通知，要求对有连云港市旅居史的人员及时向所在村（社区）、单位、属地疫情防控指挥部或入住酒店报告，并主动配合防控措施。